# Famille Scott (Fidji)
Pour les articles homonymes, voir Famille Scott et Scott.
Une famille Scott a une place notable dans l'histoire des Fidji,.
Appartiennent notamment à cette famille :
- William Scott, colon de l'ère pré-coloniale, fondateur d'un cabinet d'avocat ;
  - Henry Milne Scott (1876-1956), fils du précédent, joueur de l'équipe nationale fidjienne de cricket puis avocat et homme politique ;
    - Maurice Scott (1910-1976), fils du précédent, avocat et homme politique, président du Conseil législatif et président de la Fédération fidjienne de rugby à XV ;
      - John Maurice Scott (1948-2001), fils du précédent, président de la Croix-Rouge fidjienne.